# Wilhelm Dreesen

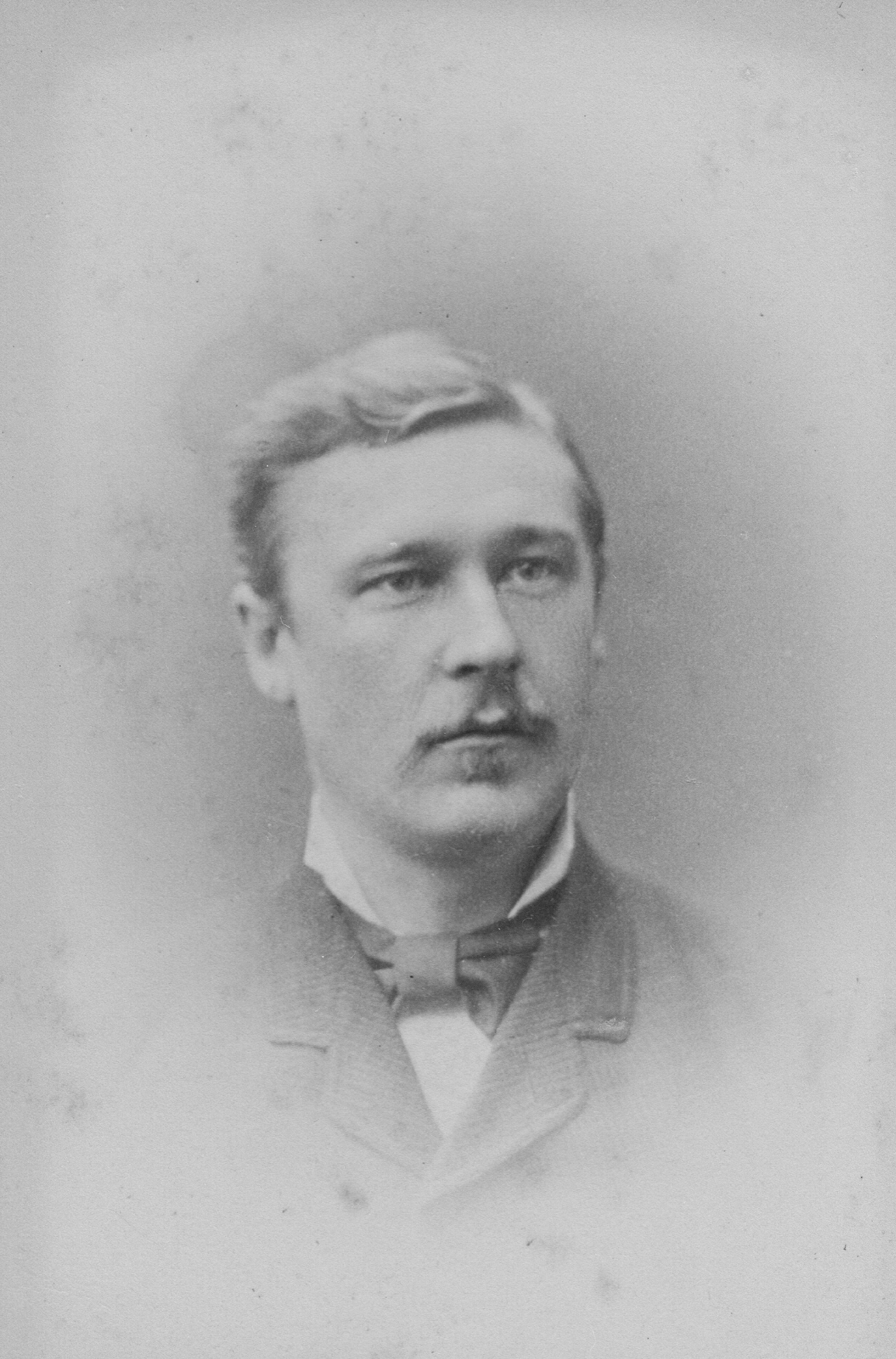
Wilhelm Dreesen auf einem Selbstporträt um 1869

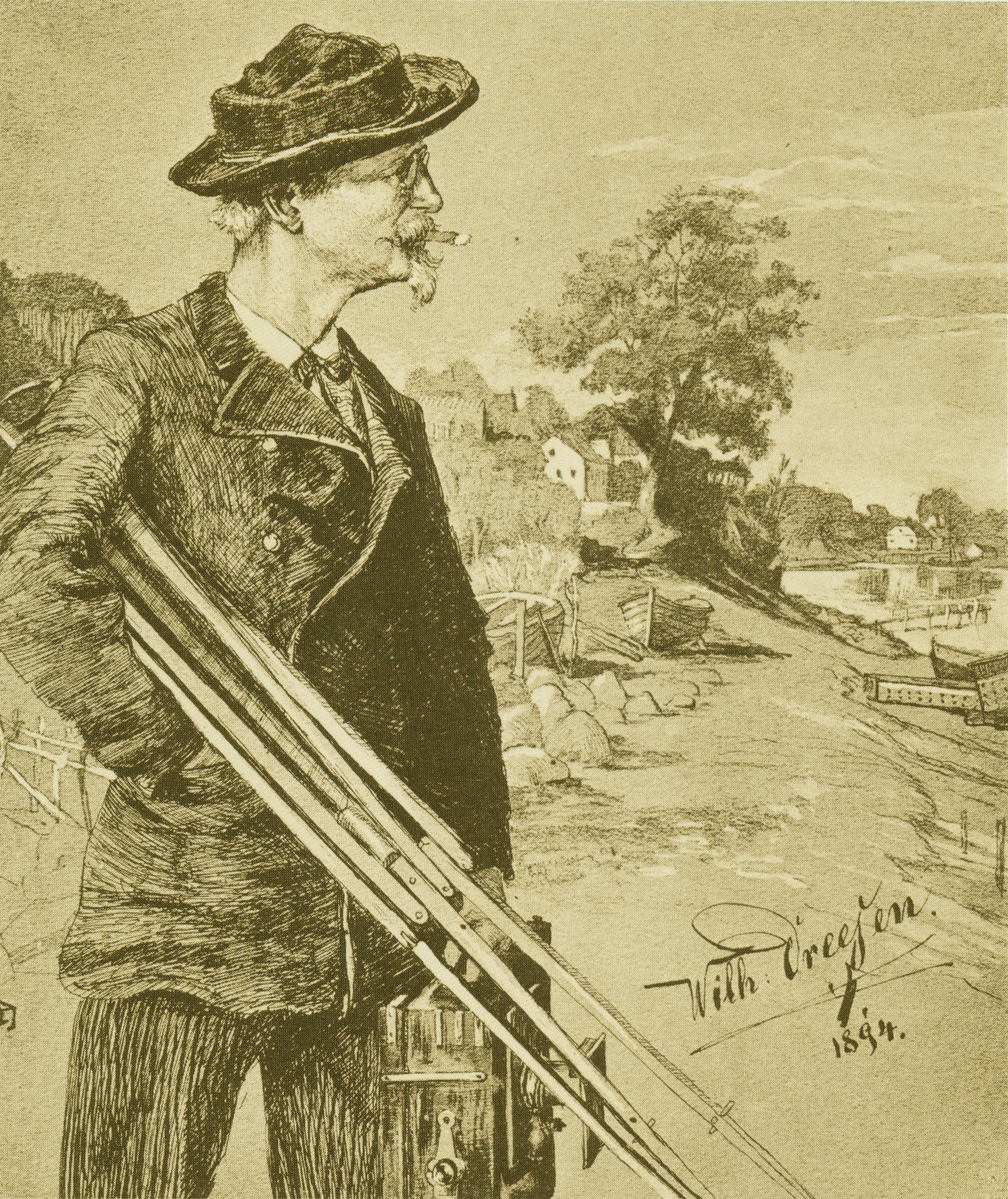
Selbstporträt (1894)

Wilhelm Anton Georg Dreesen (* 31. März 1840 in Rendsburg; † 18. Dezember 1926 in Flensburg) war ein deutsch-dänischer Fotograf.

## Leben
Dreesen, der früh seinen Vater verlor, der als Fourier bei der dänischen Militärbrigade in Rendsburg gearbeitet hatte, wuchs im Militär-Waisenhaus in Eckernförde auf. Er erhielt eine Ausbildung als Militärschwimmlehrer, war jedoch auch als Trompeter in einer Regimentskapelle und als Kammermusiker im zivilen Umfeld tätig. 1864 meldete er sich freiwillig und kämpfte auf der Seite Dänemarks an den Düppeler Schanzen gegen Preußen.
Nach seinem Ausscheiden aus dem Militärdienst im Jahr 1865 gründete er in Flensburg ein Fotogeschäft, in dem er vorwiegend Abzüge von Negativen anderer Fotografen fertigte. Aufgrund seines handwerklichen Geschicks und des sich damit einstellenden wirtschaftlichen Erfolgs konnte er schon bald Filialen in Kiel und in Kappeln eröffnen. Ab 1870 betätigte er sich als Landschaftsfotograf und wurde mit vielen nationalen und internationalen Ausstellungen und Preisen – unter anderem auf den Weltausstellungen in Paris und Chicago – geehrt. Vermutlich vom Haus Glücksburg erhielt er 1887 den Titel des Hofphotographen. Noch im selben Jahr schloss er einen Vertrag mit der Hapag und bereiste fortan gratis die Weltmeere auf deren Passagierdampfern. Im Gegenzug stellte er der Hapag Fotografien für Werbezwecke zur Verfügung. Die Presse berichtete über seine Reisen, Bücher erschienen, seine Bilder weckten die Reiselust.
Dresen verlor sein Vermögen in der Inflation von 1923 und starb verarmt in Flensburg.
Viele seiner Werke sind während des Zweiten Weltkriegs durch Bombenangriffe in Hamburg zerstört worden.
Seine Tochter war die Malerin Dora Dreesen-Horn.

## Familie
Vater: Friedrich Wilhelm Dreesen, * 1810/11; † 5.10.1845 Rendsburg.
Mutter: Augustine Friedrike, geb. Greefe *1810/11 Heide; † 18.3.1843 Rendsburg.
Stiefmutter: Maria Dorothea Speck, * 23.8.1819 Rendsburg; † Straßburg.
Ehefrau: Metta Christina Wilhelmine, geb. Thomsen * 17.4.1841 Flensburg; † 6.2.1887 Flensburg.
Söhne:
Carl * 22.03.1881.
Wilhelm Cornelius * 6.2.1887.
Töchter:
Ella Hoppe-Dreesen * 23.01.1869 Flensburg; † 1953 Hamburg.
Tony * 01.07.1883; † 1964 Hamburg.
Wilhelmine Breyer *27.11.1873; † 1949.
Dora Horn-Dreesen * 28.10.1978 Flensburg; † 25.02.1966.

## Fotografisches Werk und thematische Schwerpunkte

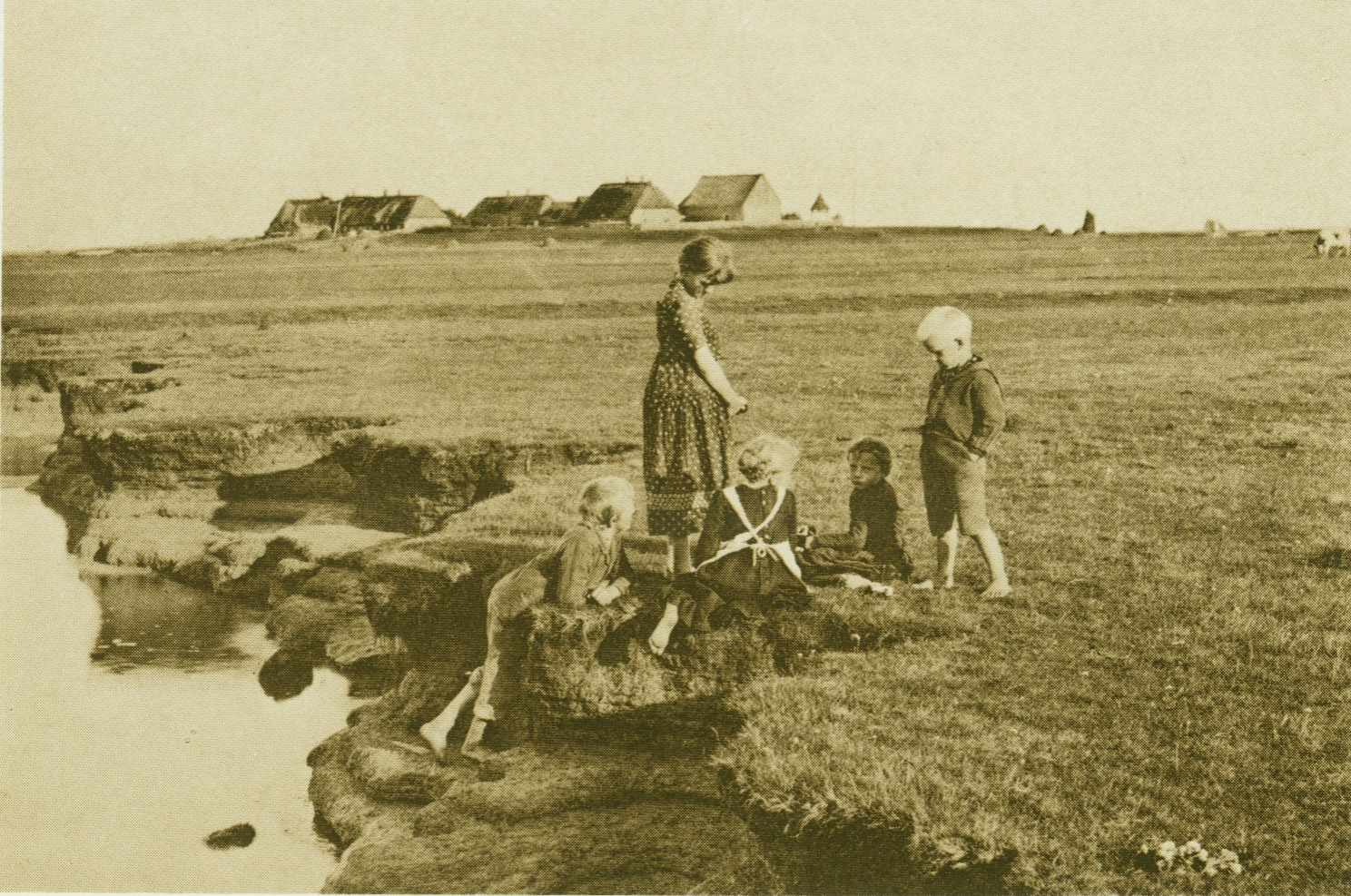
Hallig Oland (1895)

In der fotografischen Arbeit Dreesens gibt es zwei thematische Schwerpunkte: Auf der einen Seite gibt es viele stimmungsvolle und malerische Landschaftsbilder und Abbildungen der ländlichen Idylle, auf der anderen Seite interessierte er sich für die Veränderungen im Deutschen Kaiserreich wie etwa die entstehende Bade- und Segelmode an den norddeutschen Küsten sowie die technischen und baulichen Modernisierungen in den Städten. Im Laufe der Jahre entstand so ein in dieser Zeit unvergleichliches und umfassendes fotografisches Bilddokument Schleswig-Holsteins.

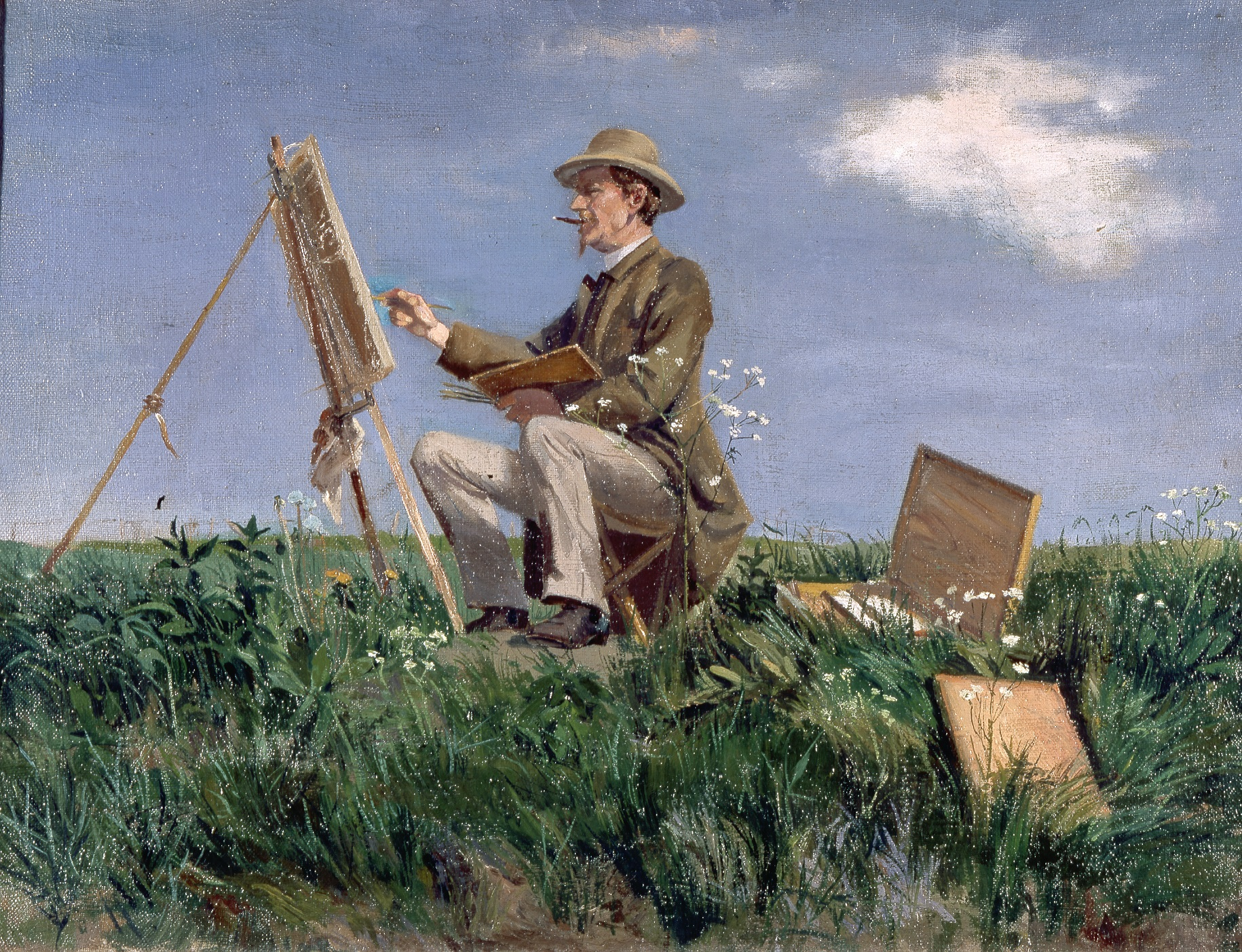
Wilhelm Dreesen als Freizeitmaler (1893), gemalt von Jacob Nöbbe

Dreesen war jedoch nicht nur in Schleswig-Holstein tätig, sondern in ganz Norddeutschland und in Skandinavien. Große Reedereien boten ihm freie Fahrt auf ihren Schiffen, so dass er auch von seinen Reisen Bilder mitbrachte, die dann wiederum von den Reedereien für Werbezwecke eingesetzt wurden. Ab 1891 gab er seine Werke in mehr als zwanzig Mappen heraus, die meisten von ihnen als Sammlung von rund 25 Bildern im Folio-Format.

### Künstlerkolonie Ekensund

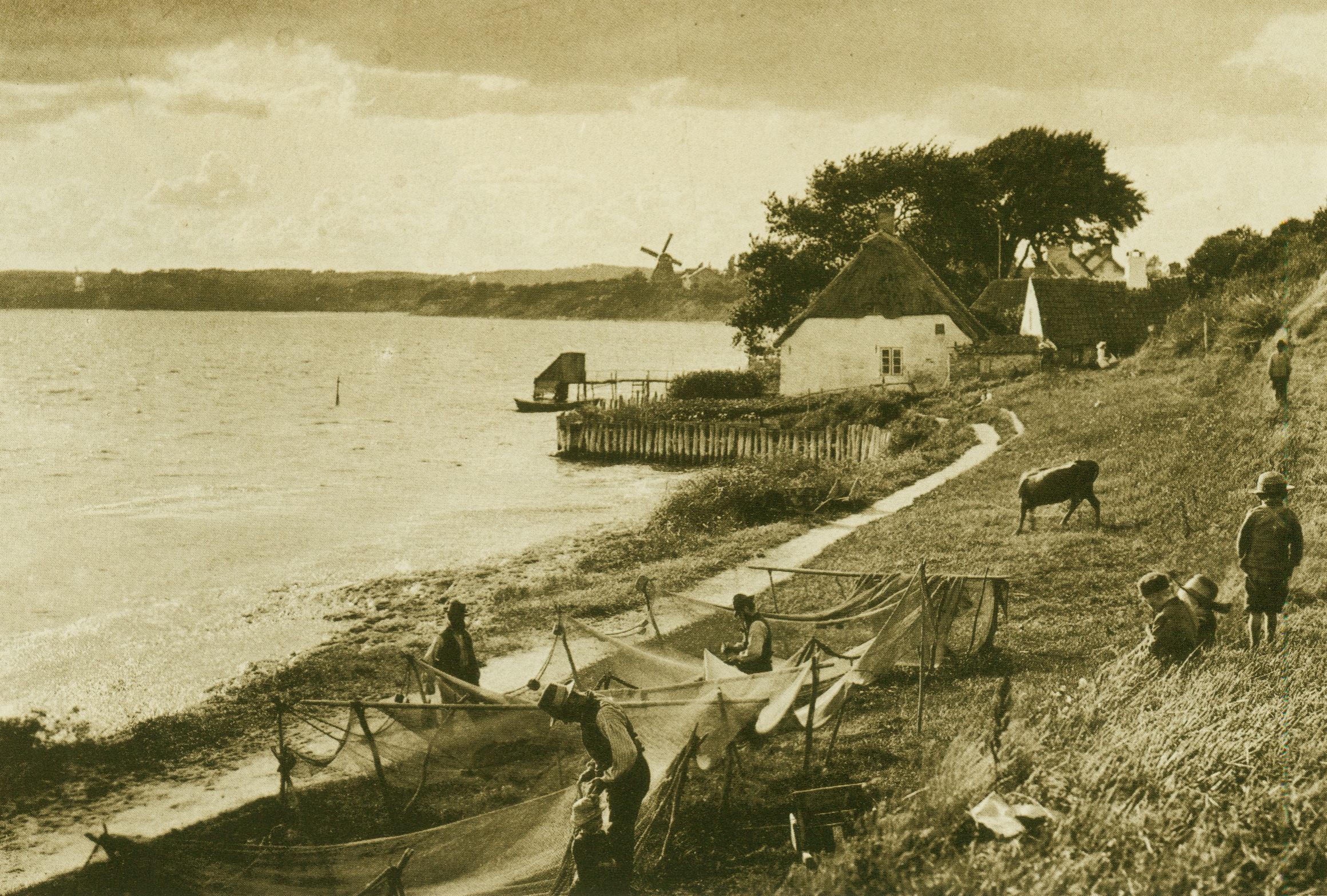
Ekensund Ende des 19. Jahrhunderts

Als Mitglied der Künstlerkolonie Ekensund, die seit den 1870er Jahren am Nordufer der Flensburger Förde bestand, traf er Künstler aus Flensburg und Umgebung, viele von ihnen Maler. Für sie war in Ekensund nicht nur der rege Gedankenaustausch mit anderen Künstlern interessant, sondern auch die Gelegenheit nach der Natur zu malen und sich von ihr inspirieren zu lassen.
Als Fotograf nahm Dreesen nicht nur an diesem Gedankenaustausch teil, er lieferte auch Vorlagen, nach denen die Künstler im Atelier gemalt haben. Dreesen malte auch selbst und war Mitglied in der Schleswig-Holsteinischen Kunstgenossenschaft, bei deren Ausstellungen er mit Ölgemälden vertreten war.

### Fotografie und Zeitgeist

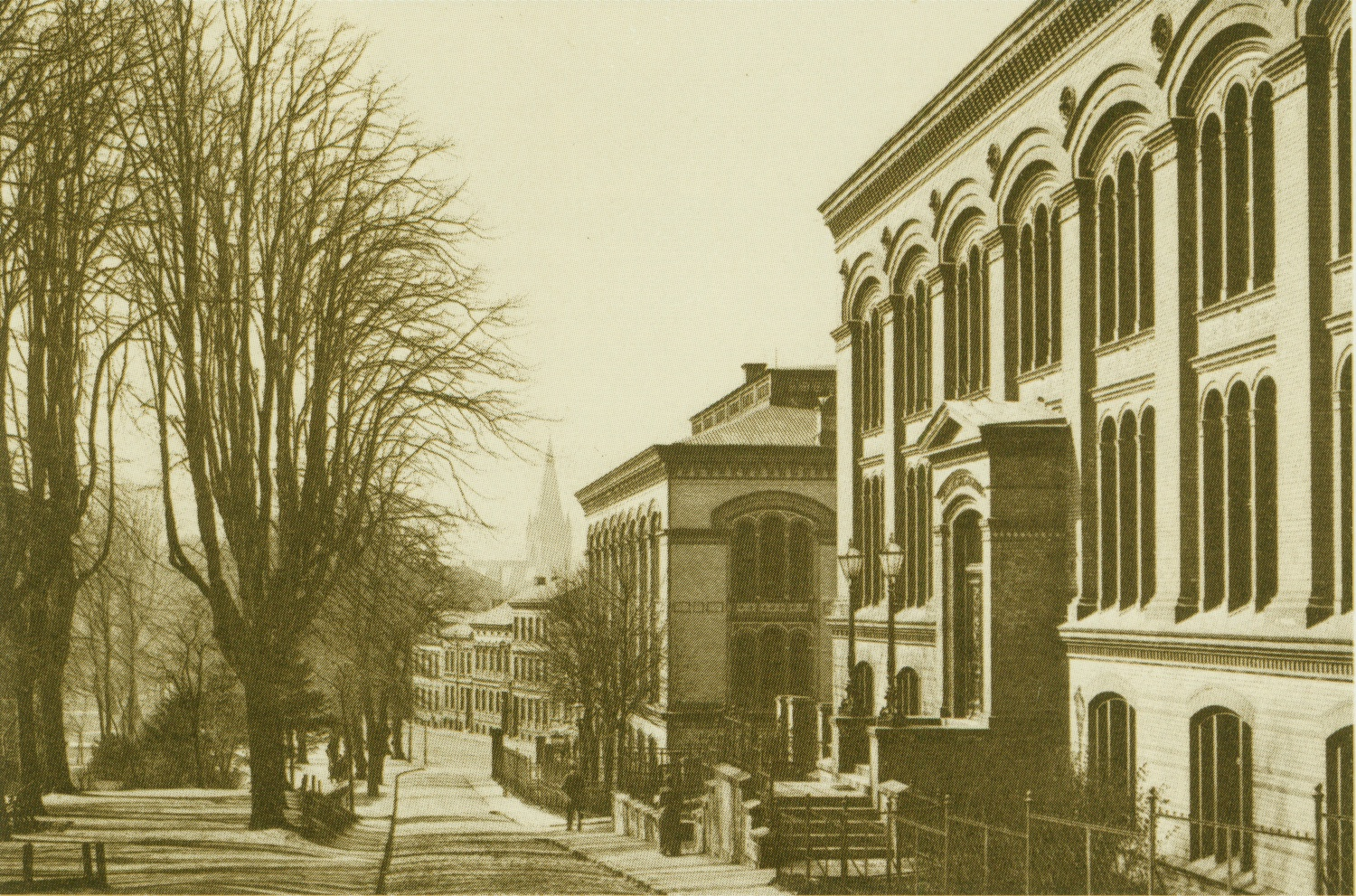
Zoologisches Institut in Kiel (1893)

Obwohl Ekensund mit seinen Ziegeleien das Leben der Menschen von Armut und harter Arbeit geprägt waren, wurde das Leben der einfachen Leute selten als Thema in der Kunst aufgegriffen. Auch die Tatsache, dass Dreesen seine Fotos für seinen Lebensunterhalt verkaufen musste und als Kunden vor allem das zahlungskräftige Bürgertum in Frage kam, trug dazu bei, dass das Leben der einfachen Leute in seinem Werk nur am Rande auftaucht. Stattdessen gibt es vorwiegend wohlkomponierte und durchdachte Landschaftsdarstellungen, die seinerzeit sehr gelobt wurden und die er mit viel Erfolg verkaufen konnte.
Auch die von Dreesen dokumentierten Veränderungen in Kiel waren letztendlich ein Kind ihrer Zeit. Der Hafen wurde in der Kaiserzeit zu einem Militärhafen ausgebaut und der allgemeinen Faszination für das Neue folgend lichtete Dreesen technische Einrichtungen, Neubauten und Kasernen ab, was sonst eigentlich nicht seinem Stil entsprach. Auch die Stadt Schleswig wurde aufgrund ihrer Veränderungen als neuer Regierungssitz der preußischen Provinz Schleswig-Holstein für ihn interessant. An der Nordsee fotografierte er vor allem die neu entstehenden Strandbäder, die die Reichen und die Schönen ihrer Epoche anzogen.
Dem Geist der Zeit und dem damaligen romantischen Bild alles Ländlichen entsprach allerdings auch die Tatsache, dass er etwa auf Helgoland und der Insel Föhr Trachten fotografierte, die damals eigentlich schon nicht mehr täglich getragen wurden.

## Fotomappen (Auswahl)

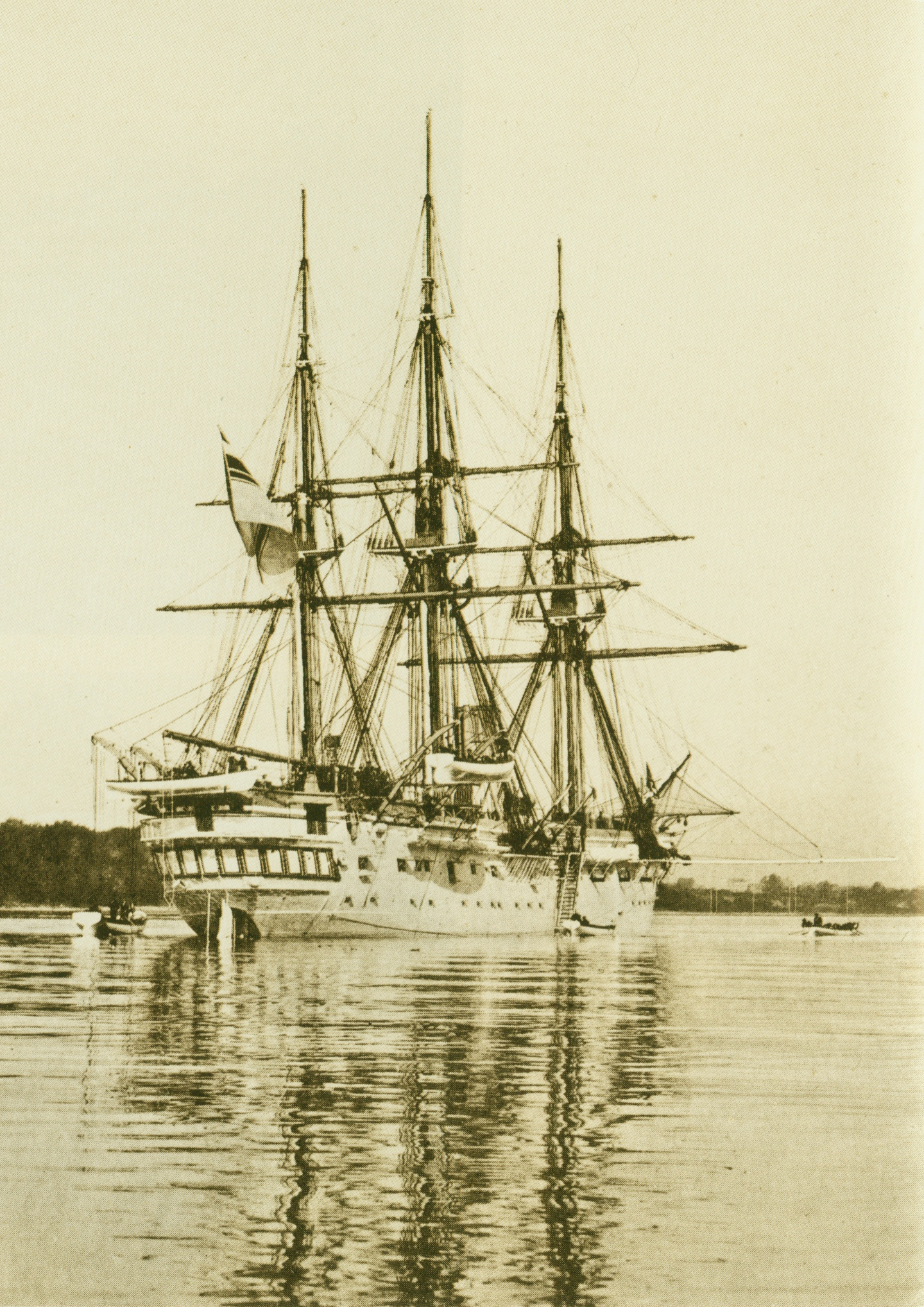
Die Moltke in Kiel (1894)

- Der Segelsport. Lust- und Rennfahrten des Kaiserlichen Yachtclubs und des Norddeutschen Regatta-Vereins. Lipsius & Tischer, Kiel 1893 (25 Blatt, 34 Abbildungen).
- Land- und Seebilder von Kiel und der Kriegsmarine. Lipsius & Tischer, Kiel 1893 (86 Abbildungen auf 25 Kartons, 49 × 33 cm).
- Magdeburg und seine Umgebung. 1893 (74 Abbildungen).
- In und um Altona. Schlüter'sche Buchhandlung, Altona 1894 (uni-hamburg.de – 25 Blatt, 49 Ansichten).
- Die Nordseeinsel Sylt. Eigenverlag, Flensburg 1894 (50 Lichtdrucke).
- Die freie und Hansestadt Hamburg und ihre Umgebung. Otto Meissner, Hamburg 1894 (rijksmuseum.nl).
- Die Stadt Schleswig und die Schlei (1894; 50 Abbildungen auf 25 Kartons, Folio)
- Helgoland, Amrum, Föhr und die Halligen (1895; 46 Abbildungen auf 25 Kartons)
- Von Flensburg bis Alsen (1895; 49 Abbildungen auf 25 Kartons)
- Wanderungen durch Heide und Moor zwischen Elbe, Jeetze, Aller und Weser. Hamburg 1905. Mappe mit 150 Bilder in Lichtdruck auf 75 Tafel. Erläuternder Text von F. Gabain.

## Ausstellungen
- Museumsberg Flensburg (Oktober 2021 – Februar 2022)[4]

## Auszeichnungen
- Bronze-Medaille auf der Pariser Weltausstellung 1900[5]

## Ehrungen
- 1997 wurde der Wilhelm-Dreesen-Bogen in Flensburg nach ihm benannt.[6]